# 三高
三高（さんこう）とは、3つの高い条件を兼ね備えていること。

## 日本

### 男性
「高学歴」、「高収入」、「高身長」の男性のこと。1980年代末のバブル景気全盛期に、女性の主流層が結婚相手の条件にこの三高を求めた。流行語、俗語ともなっている。
フェミニストで心理学者の小倉千加子は、バブル崩壊後、女性が求める結婚条件が3Cに変化したと2003年に指摘している。
2010年のアクサ生命保険の調査によると、女性が求める結婚条件の1位から3位はそれぞれ「価値観が合うこと」「金銭感覚が一致していること」「雇用形態が安定していること」であり、この3つはその頭文字から「3K」とされている。一方「高収入」「高学歴」「高身長」はそれぞれ9位、19位、20位であった。
稀に高齢者が三高と自虐的に言う場合、「高血圧」「高血糖」「高尿酸値」のことを指す場合がある。これは、2010年代のシルバー川柳が最初に言われたものと考えられる。

### 女性
「高学歴」、「高収入」、「地位が高い」女性のこと。アラフォー（調査がされた2008年当時40歳前後の、いわゆるバブル世代）以前の世代の場合、男性に男らしさを求める価値観が定着している傾向があるが、相手が三高の場合、男性が主導権を握りたがる傾向があるがミスリードされることを嫌い、張り合おうとして疲れてしまうことがあるという。一方、相手が優しく癒してくれるような草食系の場合、「自分の方が収入、地位が高いことが気になるのでは」と気を遣ってしまい、なによりも相手が男らしくないことが「物足りない」と感じてしまうという。つまり、恋愛、結婚に際して、自分の中の価値観が足かせになってしまうということになる。

## 中国
中国においては、経済成長により生まれた「高学歴」「高収入」「職場での地位が高い」女性のことを指す。剰女（センニュイ）などと言われる。三高の女性は結婚が出来ず、社会問題となっている。また、70後（1970年代生まれ）の女性が結婚できていないことから、その下の80後（1980年代生まれ）の女性は「あぁはなるまい」と考え、大学卒業後にすぐ結婚することを選ぶ女性が増えているという（「閃婚族」「畢婚族（卒業と同時に結婚する、卒婚族のこと）」と呼ぶ）。

### 三高の女性が結婚できない要因
前提として、それまで中国共産党による審査を経なければ結婚できなかった状況から、自由恋愛によって結婚ができる状況へと変化し、結婚相手を自分で選べるようになったことにより、男女の願望のたがが外れたことが背景にある。
三高の女性が結婚できない要因は、男女双方にある。
男性側の要因
- 妻から「尊敬されたい」、「甘えられたい」ことから、自分よりちょっとレベルの低い女性を選ぶ傾向にある[5]

女性側の要因
- 自分のレベルが高いので、それにふさわしくない男性は対象外[5]
- 自分にふさわしい男性がいても、「もっと自分を評価してくれる男性がいるのではないか」と考えてしまう[5]
- 親の離婚を体験し、結婚を恐れている[7]（親が文化大革命で下放された知識人の場合、本意ではないけれどその地方の学のない女性と結婚したケースが多く見られ、 改革開放後に離婚が自由になると離婚してしまう[7]）

一人っ子政策により男女比がアンバランスな中国ではあるが、三高の女性はこうした要因により、結婚しないまま年をとり、そして加齢とともにますます結婚が難しくなる状況にある。

## 結婚相手のフィルタリングについて
これらの身長や学歴といった物指しによる結婚相手のフィルタリングを行う者は、一方で相手のフィルタリングを受ける立場にある。例えば、三高の男性を望む女性自身も、三高などの好条件を揃えた男性から選別される立場にある。また、自身のフィルタリングと異性のフィルタリングがかみ合わないと、結婚の機会を逃すことになりかねない。